# Божевільний одружується
«Божевільний одружується» (англ. Crazy to Marry) — американська кінокомедія Джеймса Круза 1921 року з Роско Арбаклом в головній ролі.

## У ролях
- Роско ’Товстун’ Арбакл — лікар Гобарт Гапп
- Ліла Лі — Аннабель Лендіс
- Лаура Енсон — Естелла де Морган
- Едвін Стівенс — Генрі де Морган
- Лілліан Лейтон — Сара де Морган
- Булл Монтана — Даго Червоний (шахрай)
- Аллен Дюрнелл — Артур Сіммонс
- Сідні Брейсі — полковник Лендіс
- Женев'єва Блінн — місіс Лендіс
- Кларенс Бертон — Грегорі Слейд (юрист)
- Генрі Джонсон — Норман Грегорі